# Národní parky v Česku
Národní parky (NP, v případě Krkonošského národního parku i tradičně KRNAP) jsou v Česku velkoplošná, zvláště chráněná území. V České republice jsou vyhlášeny čtyři národní parky, jejichž celková rozloha činí 1190 km², tedy 1,5 % rozlohy Česka. Status národních parků upravuje zákon č. 114/1992 Sb., o ochraně přírody a krajiny. V roce 2024 založily správy českých národních parků neformální sdružení – Asociaci národních parků České republiky (ANP ČR).
Nejstarším je Krkonošský národní park, který byl vyhlášen v roce 1963, nejmladším Národní park České Švýcarsko, jenž vznikl roku 2000. Největším je Národní park Šumava zabírající 684,6 km², nejmenším jediný moravský Národní park Podyjí o rozloze 62,8 km².

## Zákonná úprava
V roce 1956 byl vydán zákon č. 40/1956 Sb., o státní ochraně přírody, který definoval pojem i jeho náplň na území Československa. Rozsahy vyhlášených chráněných území se dodatečně měnily vládními nařízeními.
Vývoj názorů na ochranu přírody vedl v roce 1992 k přijetí nového zákona č. 114/1992 Sb., o ochraně přírody a krajiny, který národní park definuje v § 15:
| „                                                          | Rozsáhlá území, jedinečná v národním či mezinárodním měřítku, jejichž značnou část zaujímají přirozené nebo lidskou činností málo ovlivněné ekosystémy, v nichž rostliny, živočichové a neživá příroda mají mimořádný vědecký a výchovný význam, lze vyhlásit za národní parky. Veškeré využití národních parků musí být podřízeno zachování a zlepšení přírodních poměrů a musí být v souladu s vědeckými a výchovnými cíli sledovanými jejich vyhlášením. Národní parky, jejich poslání a bližší ochranné podmínky se vyhlašují zákonem. | “ |
| — § 15 zákona č. 114/1992 Sb., o ochraně přírody a krajiny | |   |

### Návrh na změnu zákona (2025)
Dne 10. dubna 2025 byly poslanecké sněmovně předloženy pozměňovací návrhy k novele zákona o ochraně přírody a krajiny. Většinu návrhů přeložil poslanec za ODS v koalici SPOLU, Jan Bureš. ODS už s podobnými návrhy přišla v letech 2016–2017, kdy pro ně nezískala dostatečnou podporu ve sněmovně. Expert Hnutí DUHA Jaromír Bláha, který se dlouhodobě zabývá lesy v českých národních parcích, označil pozměňovací návrhy poslance Bureše za jeden z nejhorších, které kdy v životě četl. Navržené úpravy zákona označil za odborně nekompetentní a některé i nesplnitelné. Matěj Pomahač, spolupředseda Zelených, uvedl, že pokud by byly tyto návrhy schváleny, znamenalo by to faktickou likvidaci národních parků. Bureš navrhl změnit způsob hlasování v Radách NP tak, aby obce získaly znovu blokační možnost k jakémukoliv rozhodnutí Rady. Tato praxe byla již zavedena před rokem 2017 a vedla k rozhodovací paralýze. Po tehdejší novele, kdy se každý jednotlivý člen rady (včetně povinně zastoupených starostů) stal jedním z členů Rady, která hlasovala jako celek, se naopak rozhodovací mechanismy znovu daly do pohybu. Další změna navrhla povinnost, aby celé území národního parku bylo průjezdné pro hasičské cisterny. Bureš to odůvodnil tím, že v lesích musí být průjezdné cesty např. pro hasiče, aby bylo možné se vyhnout požáru, který vznikl v Českém Švýcarsku v roce 2022. Návrh však byl zcela v rozporu s jedním z hlavních cílů národních parků – ponechat část území přirozenému vývoji bez zásahů člověka a nereflektoval ani fakt, že při hašení lesních požárů má klíčovou roli hašení ze vzduchu. Dle dalšího návrhu by tzv. „suchý les“ neměl být považován za funkční ekosystém a proto by mělo být umožněno kácení, a to i v bezzásahových zónách. Dále bylo navrženo, aby národní parky sloužily „k rozvoji obcí“, což bylo kladeno na stejnou úroveň jako cíle ochrany přírody. Experti argumentovali, že v praxi by to jen podpořilo zástavbu národních parků, kdy by developeři mohli využít argumentů, že naplňují záměry poslání národního parku. Hnutí DUHA v reakci na pozměňovací návrhy zveřejnilo výzvu Divočina nabeton s peticí na zachování ochrany národních parků, vyhlášení Národního parku Křivoklátsko a rozšíření ochrany divoké přírody.

## Seznam národních parků
Tabulka zachycuje všechny čtyři národní parky v Česku s datem vyhlášení a rozlohou.
| Název                        | Kód AOPK | Datum vyhlášení | Rozloha v km² | Kategorie IUCN       | OpenStreetMap |
| ---------------------------- | -------- | --------------- | ------------- | -------------------- | ------------- |
| Národní park České Švýcarsko | 55       | 1. ledna 2000   | 79,28         | II (národní park)    | 1903929       |
| Krkonošský národní park      | 66       | 10. června 1963 | 363,52        | V (chráněná krajina) | 2327566       |
| Národní park Podyjí          | 78       | 10. května 1991 | 62,79         | II (národní park)    | 2029366       |
| Národní park Šumava          | 42       | 10. května 1991 | 684,60        | II (národní park)    | 2029367       |

## Plánované nové národní parky
Kolem roku 2010 zvažovalo Ministerstvo životního prostředí vznik Národního parku Jeseníky ve vrcholových oblastech Hrubého Jeseníku, a to vyčleněním asi čtvrtiny území stávající CHKO Jeseníky.
Vláda Petra Fialy hodlala podle svého programového prohlášení z ledna 2022 vyhlásit dva nové národní parky, NP Křivoklátsko (vyčleněním části území z CHKO Křivoklátsko) a NP Soutok. V březnu 2023 ale své programové prohlášení upravila na vyhlášení NP Křivoklátsko a přípravu podkladů k vyhlášení dvou chráněných krajinných oblastí, CHKO Krušné hory a CHKO Soutok.

## Galerie

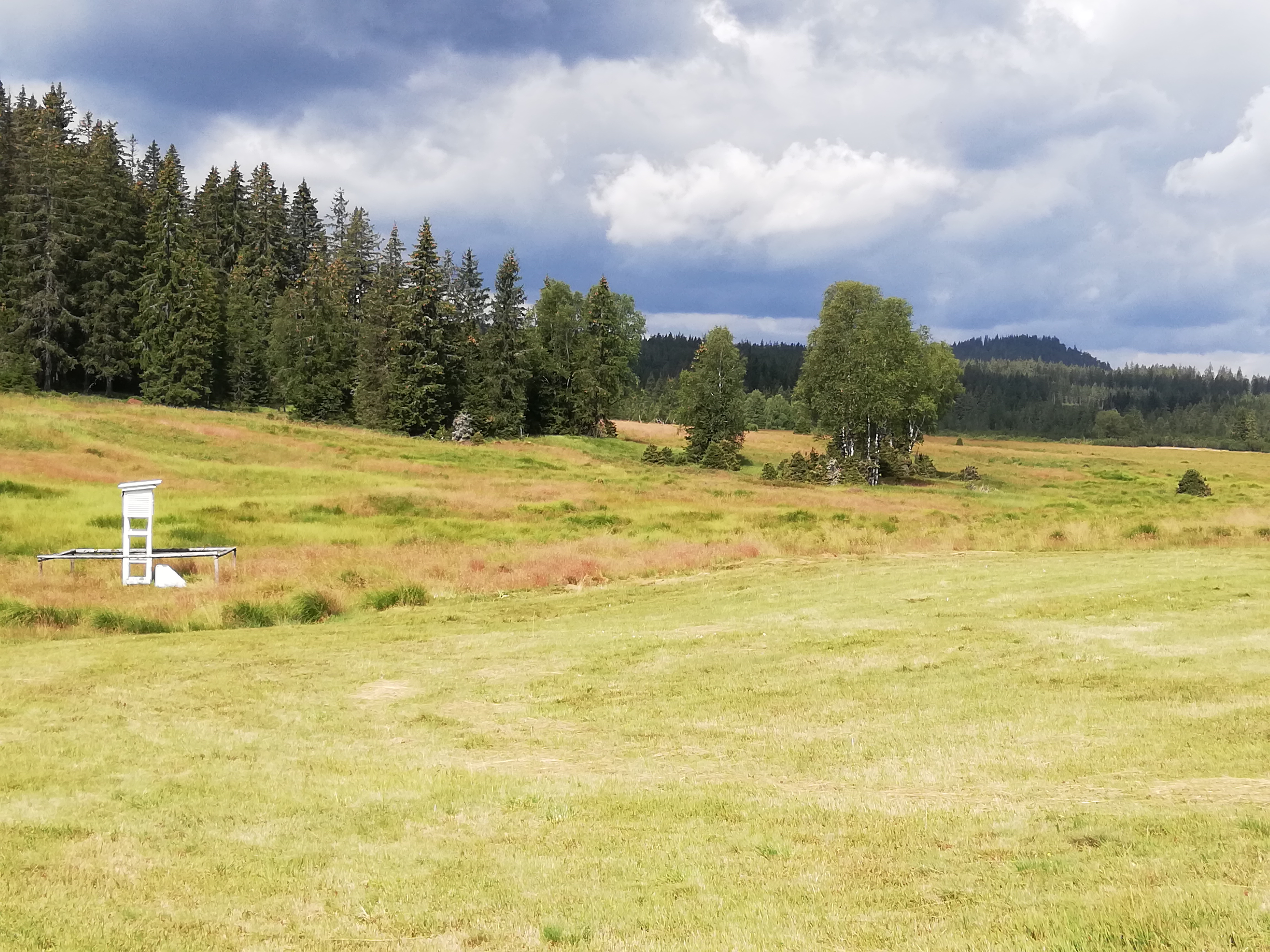
NP Šumava
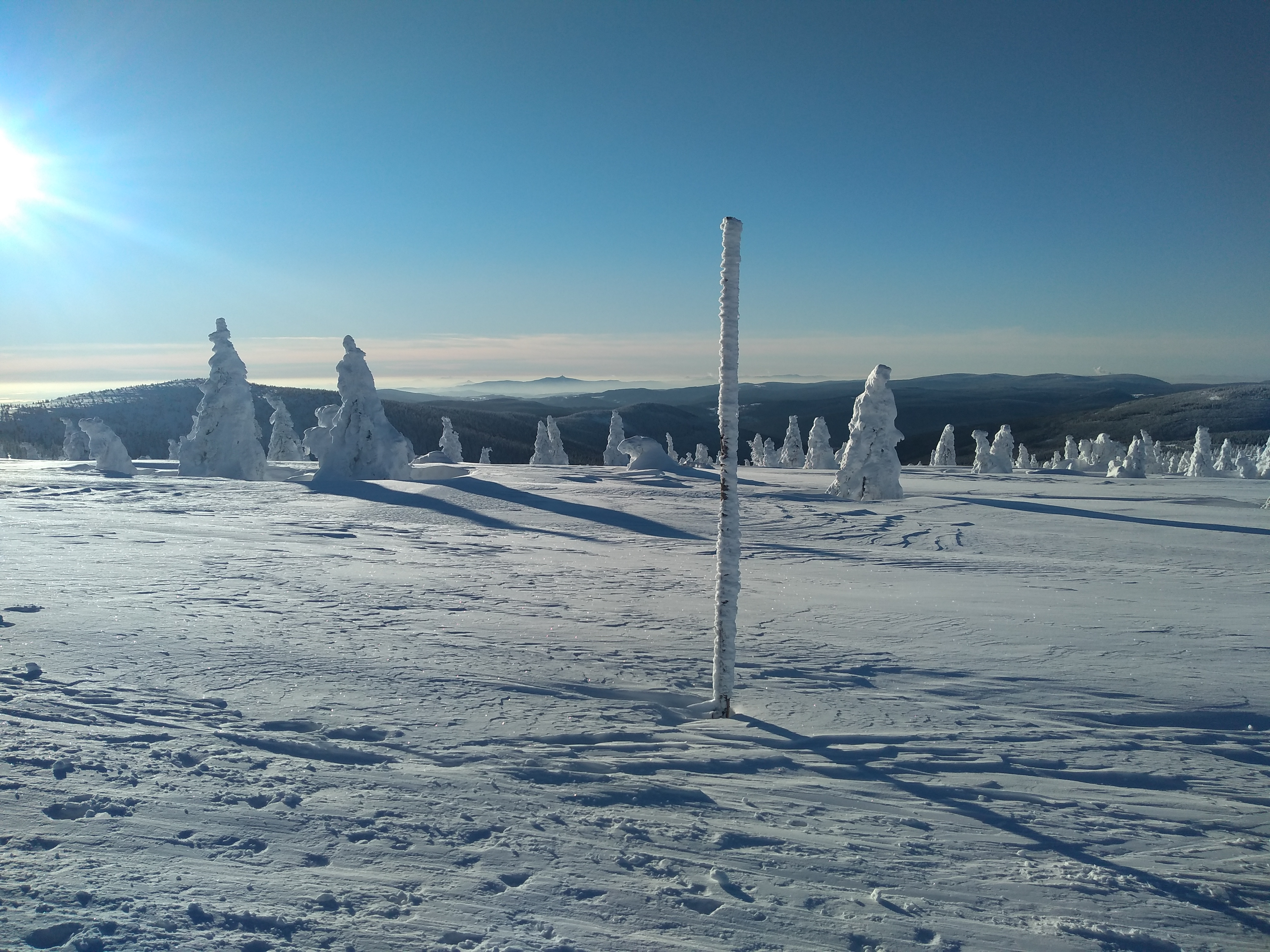
Krkonošský NP
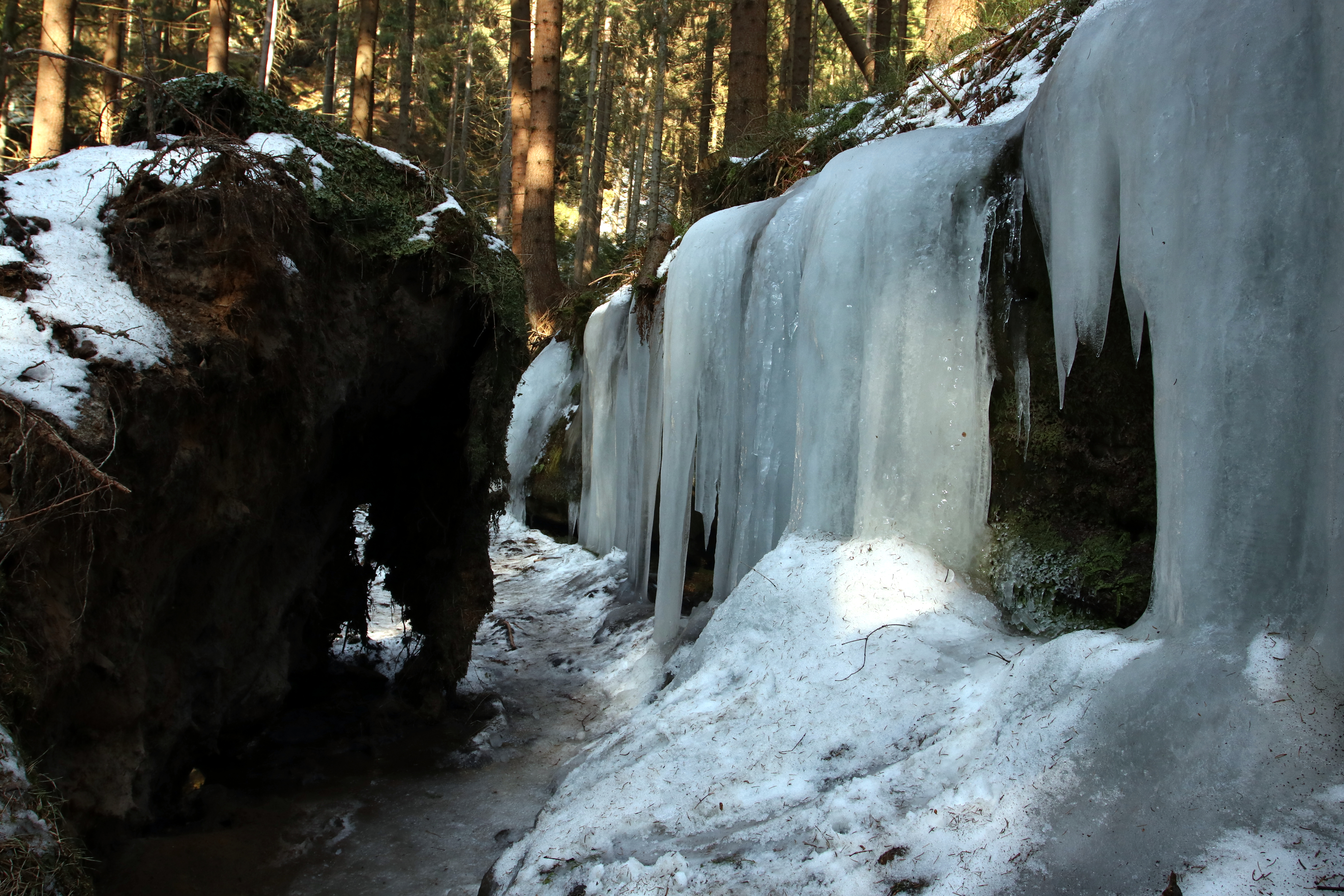
NP České Švýcarsko
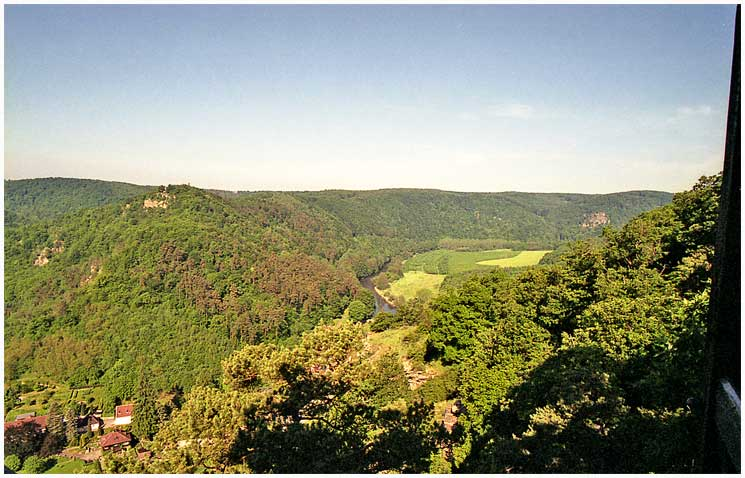
NP Podyjí